# Georgi Todorow (lekkoatleta)
Georgi Janew Todorow (bułg. Георги Янев Тодоров, ur. 7 lutego 1960 w Bolarowie) – bułgarski lekkoatleta, specjalista pchnięcia kulą, medalista halowych mistrzostw Europy w 1988.
Zajął 9. miejsce na halowych mistrzostwach Europy w 1983 w Budapeszcie, a na halowych mistrzostwach Europy w 1984 w Göteborgu zajął 10. miejsce. Nie wystąpił na igrzyskach olimpijskich w 1984 w Los Angeles z powodu bojkotu tej imprezy przez Bułgarię. Na zawodach Przyjaźń-84 zorganizowanych w Moskwie dla sportowców z państw bojkotujących igrzyska zajął 8. miejsce. Zajął 8. miejsce na halowych mistrzostwach Europy w 1987 w Liévin. Na mistrzostwach świata w 1987 w Rzymie odpadł w eliminacjach.
Odniósł swój największy sukces na halowych mistrzostwach Europy w 1988 w Budapeszcie, gdzie zdobył brązowy medal, przegrywając jedynie z Remigiusem Machurą z Czechosłowacji i Karstenem Stolzem z RFN. Wystąpił na igrzyskach olimpijskich w 1988 w Seulu, ale nie zakwalifikował się do finału.
Czterokrotnie ustanawiał rekordy Bułgarii w pchnięciu kulą do wyniku 21,01 (3 września 1988 w Sofii). Jest to aktualny rekord Bułgarii.
Był mistrzem Bułgarii w latach 1986–1988 i 1990 oraz halowym mistrzem w latach 1983-1989.